# Feiruzy
Feiruzy, también citada en castellano como Feiruze y Fairouzeh (ar: فيروزه), es una localidad ubicada en Siria cerca de su límite con Líbano, que actualmente, debido al desarrollo urbano, forma parte de los suburbios de la ciudad de Homs. Se encuentra 2,6 km al sur de Zeidal y su población es, según la Oficina Central de Estadísticas, de 6.456 personas (2004), siendo casi la totalidad de sus habitantes pertenecientes a la Iglesia ortodoxa Siríaca.

## Toponimia
El origen del nombre de la ciudad es desconocido. Existe una teoría que afirma que deriva de la palabra «fayruz», que significa «turquesa» en siríaco, una lengua de la familia del arameo en la que aún se cantan algunas canciones en la iglesia local; adjudicando que el turquesa haría referencia al color verdoso de los alrededores del poblado. Algunos historiadores sostienen que el término «Feiruzy» fue nombrado en el Antiguo Testamento con el nombre de «Berothah» en el Segundo Libro de Samuel (8: 8).

## Historia
La mayor parte de los primeros pobladores de Feiruzy eran ortodoxos siríacos provenientes de Sadad, y estos a su vez de Mosul, que por la mayor cercanía a Homs y las mejores condiciones del lugar, se asentaron en la zona en el siglo XVI. Estos, en su mayoría agricultores, conformaban una sociedad agraria autosuficiente en la que cada familia administraba una parcela de tierra donde se dedicaban al cultivo de trigo, cebada, sésamo, almendras, lentejas, olivos y vides; y a la crianza de ovejas, cabras, gallinas, caballos, burros y vacas.
El agua provenía de pozos («jub») de 18 a 20 metros de profundidad; y los más importantes eran los de Hamza y Jaaber. Sin la existencia de estas dos fuentes de agua, la actividad humana en Feiruzy tal como la conocemos no se hubiera desarrollado. La estructura del pozo de Hamza en el centro del pueblo se conserva como un «monumento para las generaciones futuras». Actualmente, la localidad cuenta con instalaciones de agua corriente y electricidad.
Los ancianos del poblado eran célebres por vestir unas prendas coloridas, y el resto de la población acostumbraba a usar otras ropas tradicionales similares. Las primeras viviendas fueron construidas siguiendo un mismo modelo a partir de ladrillos de adobe para las paredes, y tablas de madera cubiertas de una mezcla de paja y barro para los techos, la que debía renovarse cada cuatro o cinco años.
Los apellidos de las familias fundadoras de Feiruzy son: Abdulnour (también transliterado «Abdenur»), Abdulhai, Abdel Aziz, Askar (Ascar, Elascar), assad, Assaf, Assfour (Asfur), Attiyah (Atiyeh), Balat, Ballat (Ballut), Boufi, Dabbous, Danial, Deeb (Dib, Dip), Diab, Darghali, Fdayl, Fleyeh, Ghanem, Grair, Habahab, Habroun, Hanun, Hannoun, Hamad, Hawara, Helow, Hourany, Howarah, Hushaan, Hussary, Jobi, Jubi (Yobi, Yobe), Joudi (Yudi), Kassas, Jalil, Khalil, Meida, Maida (Maidah), Mbarkeh (Mubarque), Melih, Maleh, Makhool, Mashour, Mushamel, Nader, Nahim, Nacoud, Nakkoud, Noufal, Nussais, Rahal, Ruboz, Sayegh, Seder (Sader), Shahadeh (Chehadi, Chehadeh), Shahla (Chahla, Chahle), Taweel, Toma, Tissan, Trad, Watfa, Wanis y Younan.

## Actualidad

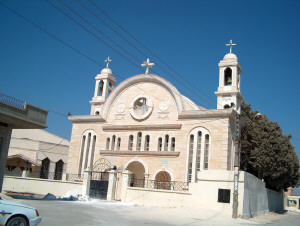
La iglesia de San Elías, de rito ortodoxo siríaco.

Para principios del siglo XX, todos los niños de Feiruzy asistían a la escuela primaria, y la primera escuela media fue construida en 1949. Muchas personas oriundas tanto de Feiruzy como de pueblos vecinos, asistieron a esta escuela y continuaron sus estudios en Homs o Damasco, y los provenientes de las familias más adineradas en París y otras ciudades europeas.
Desde el fin de la Primera Guerra Mundial hasta fines de la década de 1960, olas de residentes del pueblo emigraron en busca de mejores condiciones de vida. Actualmente, existe una minoría importante de personas nativas de Feiruzy en Los Ángeles; otros asentamientos en Estados Unidos menos importantes incluyen Miami, Jacksonville y Detroit. También existe un número importante de personas oriundas del pueblo en Argentina, en Brasil y en Bolivia.